# Herm, Landes
Herm är en kommun i departementet Landes i regionen Nouvelle-Aquitaine i sydvästra Frankrike. Kommunen ligger i kantonen Dax-Nord som tillhör arrondissementet Dax. År 2022 hade Herm 1 189 invånare.

## Befolkningsutveckling
Antalet invånare i kommunen Herm
Referens:INSEE